# 12 أكتوبر
- السبت
- الأحد
- الاثنين
- الثلاثاء
- الأربعاء
- الخميس
- الجمعة

- 275 ربيع الآخر 1447  هـ
- 286 ربيع الآخر 1447  هـ
- 297 ربيع الآخر 1447  هـ
- 308 ربيع الآخر 1447  هـ
- 19 ربيع الآخر 1447  هـ
- 210 ربيع الآخر 1447  هـ
- 311 ربيع الآخر 1447  هـ
- 412 ربيع الآخر 1447  هـ
- 513 ربيع الآخر 1447  هـ
- 614 ربيع الآخر 1447  هـ
- 715 ربيع الآخر 1447  هـ
- 816 ربيع الآخر 1447  هـ
- 917 ربيع الآخر 1447  هـ
- 1018 ربيع الآخر 1447  هـ
- 1119 ربيع الآخر 1447  هـ
- 1220 ربيع الآخر 1447  هـ
- 1321 ربيع الآخر 1447  هـ
- 1422 ربيع الآخر 1447  هـ
- 1523 ربيع الآخر 1447  هـ
- 1624 ربيع الآخر 1447  هـ
- 1725 ربيع الآخر 1447  هـ
- 1826 ربيع الآخر 1447  هـ
- 1927 ربيع الآخر 1447  هـ
- 2028 ربيع الآخر 1447  هـ
- 2129 ربيع الآخر 1447  هـ
- 2230 ربيع الآخر 1447  هـ
- 231 جمادى الأولى 1447  هـ
- 242 جمادى الأولى 1447  هـ
- 253 جمادى الأولى 1447  هـ
- 264 جمادى الأولى 1447  هـ
- 275 جمادى الأولى 1447  هـ
- 286 جمادى الأولى 1447  هـ
- 297 جمادى الأولى 1447  هـ
- 308 جمادى الأولى 1447  هـ
- 319 جمادى الأولى 1447  هـ

12 أكتوبر أو 12 تشرين الأوَّل أو يوم 12 \ 10 (اليوم الثاني عشر من الشهر العاشر) هو اليوم الخامس والثمانين بعد المئتين (285) من السنوات البسيطة، أو السادس والثمانين بعد المئتين (286) في السنوات الكبيسة، وفقًا للتقويم الميلادي الغربي (الغريغوري). يبقى بعده 80 يومًا على انتهاء السنة.

## أحداث
- 680 - نهاية معركة كربلاء بمقتل الإمام الحسين بن علي بن أبي طالب وأهل بيته وأصحابه.
- 1459 وقوع معركة جسر لودفورد إحدى معارك حرب الوردتين التي انتهت بإنتصار جيش أسرة لانكاستر بقيادة مارغريت أنجو على جيش أسرة يورك.
- 1492 - رحلة كريستوفر كولومبوس تصل إلى جزر البهاما في منطقة الكاريبي القريبة من أمريكا، وساد وقتها إعتقاد بوصول الرحلة إلى الهند.
- 1898 - تأسيس بلدية مدينة ماطر في تونس.
- 1970 - اليونان والولايات المتحدة توقعان اتفاقية تعاون وصداقة سمحت بمقتضاها اليونان للولايات المتحدة بإقامة قواعد عسكرية على أراضيها.
- 1972 - اغتيال وزير خارجية العراق السابق هاشم جواد على يد سائقه الفلسطيني السابق أحمد محمود الجعفري في بيروت.
- 1973 - القوات الجوية الإسرائيلية تخسر سبعة من طائراتها في بورسعيد بعد أن فوجئت بصواريخ الدفاع الجوي المصري التي كانت تعتقد أنها قضت عليها تمامًا في مساء اليوم السابق، وقد شبّهت جولدا مائير كتائب الصواريخ المصرية بعش الغراب.
- 1978 - بدأ أولى جلسات مباحثات السلام المصرية / الإسرائيلية في واشنطن.
- 1987 - زين العابدين بن علي يؤدي اليمين القانونية رئيسًا للوزراء في تونس.
- 1990 - اغتيال رئيس مجلس الشعب المصري رفعت المحجوب وذلك بإطلاق الرصاص عليه أثناء مرور موكبه أمام «فندق سميراميس» في القاهرة.
- 1992 - زلزال يضرب القاهرة بقوة 5.8 على مقياس ريختر ويؤدي إلى مقتل نحو ثلاثمئة وسبعين وإصابة أكثر من ثلاثة آلاف شخص، كان مركز الزلزال جنوب غربي القاهرة بالقرب من الفيوم والجيزة.
- 1999 - قائد الجيش الباكستاني الجنرال برويز مشرف يطيح بحكومة نواز شريف بانقلاب عسكري.
- 2000 - هجوم يستهدف المدمرة الأمريكية «كول» قبالة الشواطىء اليمنية يسفر عن سقوط 17 قتيلًا و 39 جريحًا، وتم توجيه الاتهام إلى تنظيم القاعدة بتنفيذ العملية.
- 2002 - تفجير ناديين ليليين في مدينة بالي الأندونيسية يسفر العمل عن قتل 202 وجرح 300 شخص.
- 2005 - انتحار وزير الداخلية السوري غازي كنعان في مكتبه، وذلك بعد إدلائه بحديث إذاعي لإحدى الإذاعات اللبنانية.
- 2011 - قابوس بن سعيد سلطان سلطنة عمان يفتتح «دار الأوبرا السلطانية» بمسقط لتكون أول دار أوبرا في منطقة الخليج.
- 2012 - منح جائزة نوبل للسلام للاتحاد الأوروبي وذلك لجهوده في تعزيز السلام والتصالح وتعزيز حقوق الإنسان بالقارة الأوروبية.
- 2013 - منح جائزة نوبل للسلام لمنظمة حظر الأسلحة الكيميائية.
- 2015 -
  - منح جائزة نوبل في العلوم الاقتصادية للبريطاني الأسكتلندي أنغوس ديتون لـ «تحليله في الاستهلاك والفقر والرفاهية».
  - شركة ديل الأمريكية تستحوذ على شركة إي أم سي في صفقة بلغت 67 مليار دولار، لتصبح أكبر صفقة في تاريخ الشركات التقنية على الإطلاق.
- 2018 - محكمة تركية تقضي بإطلاق سراح القس الأمريكي أندرو برونسون وبإلغاء منعه من السفر، بعد أن اعتقلته السلطات التركية مُنذُ أواخر عام 2016 خلال عمليات التطهير التي حدثت بعد المحاولة الانقلابية في البلاد، ووُجهت له اتهامات بالانتماء إلى تنظيم الكيان الموازي بزعامة فتح الله كولن.
- 2020 - منح جائزة نوبل التذكارية في العلوم الاقتصادية لكل من روبرت ويلسون وبول ميلجروم لعملهما في تطوير نظرية المزادات وتقديم أنواع جديدة منها.

## مواليد
- 1350 - دميتري دونسكوي، أمير موسكو.
- 1537 - الملك إدوارد السادس، ملك إنجلترا.
- 1798 - الإمبراطور بيدرو الأول، إمبراطور إمبراطورية البرازيل.
- 1865 - آرثر هاردن، عالم كيمياء حيوية إنجليزي حاصل على جائزة نوبل في الكيمياء عام 1929.
- 1866 - رامزي ماكدونالد، رئيس وزراء المملكة المتحدة.
- 1872 - ريف فون ويليامز، ملحن إنجليزي.
- 1886 - عبد الرحمن شكري، شاعر مصري.
- 1887 - باولا فون بريرادوفيتش، شاعرة وأديبة نمساوية.
- 1896 - أوجينيو مونتالي، شاعر إيطالي حاصل على جائزة نوبل في الأدب عام 1975.
- 1912 - البطريك إغناطيوس يعقوب الثالث، بطريك أنطاكية للكنيسة السريانية الأرثوذكسية.
- 1921 - آرثر كلوكي، صانع رسوم متحركة أمريكي.
- 1935 -
  - لوتشانو بافاروتي، مغني أوبرا إيطالي.
  - دون هو، لاعب ومدرب كرة قدم إنجليزي.
- 1949 -
  - بو كارلسون، حكم كرة قدم سويدي.
  - كارلوس، إرهابي عالمي من أصل فنزويلي.
- 1962 - كارلوس بيرنارد، ممثل أمريكي.
- 1963 - دانس مان، مغني ياباني.
- 1968 -
  - هيو جاكمان، ممثل أسترالي.
  - ناصر شبانة، شاعر وصحفي أردني.
- 1977 - بشار عبد الله، لاعب كرة قدم كويتي.
- 1980 - ليدلي كينغ، لاعب كرة قدم إنجليزي.
- 1981 -
  - شولا أميوبي، لاعب كرة قدم إنجليزي.
  - انجين أكيوريك، ممثل تركي.
- 1985 - ياسمين نيازي، مغنية مصرية.
- 1986 - سيرجيو بيتر، لاعب كرة قدم ألماني.
- 1989 - محمد مرزوق، لاعب كرة قدم كويتي.
- 1990 - هنري لانسبوري، لاعب كرة قدم إنجليزي.
- 1992 - جوش هوتشرسن، ممثل أمريكي.

## وفيات
- 680 - مقتل الحسين بن علي بن أبي طالب حفيد محمد مع آل بيته وأصحابه في معركة كربلاء.
- 1492 - بييرو ديلا فرانشيسكا، رسام إيطالي.
- 1864 - الشريف بن الأحرش النايلي، عالم مسلم ومتصوف جزائري.
- 1870 - روبرت إدوارد لي، عسكري أمريكي.
- 1915 - إديث كافيل، ممرضة بريطانية.
- 1924 - أناتول فرانس، كاتب فرنسي حاصل على جائزة نوبل في الأدب عام 1921.
- 1960 - أسانوما إنيجيرو، سياسي ياباني.
- 1965 - بول مولر، عالم كيمياء سويسري حاصل على جائزة نوبل في الطب عام 1948.
- 1971 - دين آتشيسون، سياسي أمريكي.
- 1990 - رفعت المحجوب، رئيس مجلس الشعب المصري.
- 1993 - توفيق بهراموف، حكم كرة قدم أذربيجاني.
- 1994 - عائشة بنت طاهر سنبل، فقيهة ومحدثة ومُدرسة سعودية.
- 1997 - جون دنفر، مغني أمريكي.
- 2001 - خالد سعود الزيد، أديب ومؤرخ كويتي.
- 2002 - محمد عباس الدراجي، شاعر وكاتب وصحفي عراقي.
- 2005 -
  - لور دكاش، مغنية لبنانية.
  - غازي كنعان، وزير الداخلية السوري.
- 2006 - جيلو بونتيكورفو، مخرج إيطالي.
- 2007 - كيشو كوروكاوا، معماري ياباني.
- 2008 - محمد جواد السهلاني، فقيه مسلم وشاعر عراقي.
- 2011 - دينيس ريتشي، عالم أمريكي بمجال علوم الحاسب الآلي.
- 2021 - موسى القرني، داعية وعالم مسلم وأكاديمي سعودي.
- 2024 - أليكس ساموند، رئيس حكومة اسكتلندي.

## أعياد ومناسبات
- اليوم الوطني في إسبانيا.
- عيد الاستقلال في غينيا الاستوائية.
- عيد الأم في مالاوي.
- عيد الطفولة في البرازيل.
- يوم كولومبوس في الولايات المتحدة.
- يوم المعلم في السعودية.

## وصلات خارجية
- وكالة الأنباء القطريَّة: حدث في مثل هذا اليوم.
- أرشيف مصر: حدث في مثل هذا اليوم.
- BBC: حدث في مثل هذا اليوم.